# 5618 Saitama
Az 5618 Saitama (ideiglenes jelöléssel 1990 EA) a Naprendszer kisbolygóövében található aszteroida. Atsushi Sugie fedezte fel 1990. március 4-én.